# Lifeaz (entreprise)
Lifeaz est un fabricant de défibrillateurs automatisés externes français, et conçoit des applications éducatives pour la formation aux gestes de premiers secours.

## Historique
Lifeaz est fondée en 2015.
L'entreprise vise à réduire la mortalité liée aux arrêts cardiaques, notamment en milieu extra-hospitalier. Le projet de l’entreprise s’appuie sur des exemples de villes comme Seattle (États-Unis) et Piacenza (Italie), qui présentent des taux de survie élevés grâce à une large sensibilisation aux premiers secours et à la disponibilité des défibrillateurs.
En octobre 2021, l'entreprise organise une levée de fonds de 4 millions d'euros lors d'un tour de série A, avec la participation des investisseurs Mutuelles Impact, XAnge et Investir&+.
L'entreprise indique en 2022 avoir installé 20 000 défibrillateurs et formé 45 000 personnes.

## Produits

### DéfibrillateurClark
Le défibrillateur commercialisé par l'entreprise, conçu pour être connecté par réseaux mobiles, embarque un suivi, une maintenance et des mises à jour à distance[réf. souhaitée]. Il est considéré comme le premier défibrillateur connecté destiné à un usage domestique et professionnel. L’appareil est fabriqué à Honfleur, en Normandie,.

### ApplicationEverydayHeroes
L'entreprise développe l’application éducative EverydayHeroes,, accessible gratuitement, qui propose des modules interactifs de formation aux gestes de premiers secours. Elle est développée en collaboration avec la Brigade des Sapeurs-Pompiers de Paris[source insuffisante].

## Partenariats
L'entreprise Lifeaz est en partenariat avec Staying Alive et Sauv'Life. L’objectif affiché est d’élargir la diffusion de ses produits et la sensibilisation du public aux gestes de premiers secours dans divers contextes (collectivités, lieux publics, etc.),,,.

## Distinctions
(mai 2025).
- Lauréat du prix Jeune Ingénieur Créateur 2018 de la Fondation Norbert Ségard[16]
- Première place des champions de la croissance 2025 par Les Echos. Le journal souligne son potentiel dans la commercialisation d’appareils médicaux et de services associés[12].
- Listé parmi les Innovators Under 35 France Gathering 2017 du MIT Technology Review[17]